# Röhälla
Röhälla en småort i Tranås kommun i Jönköpings län.